# 석영유리

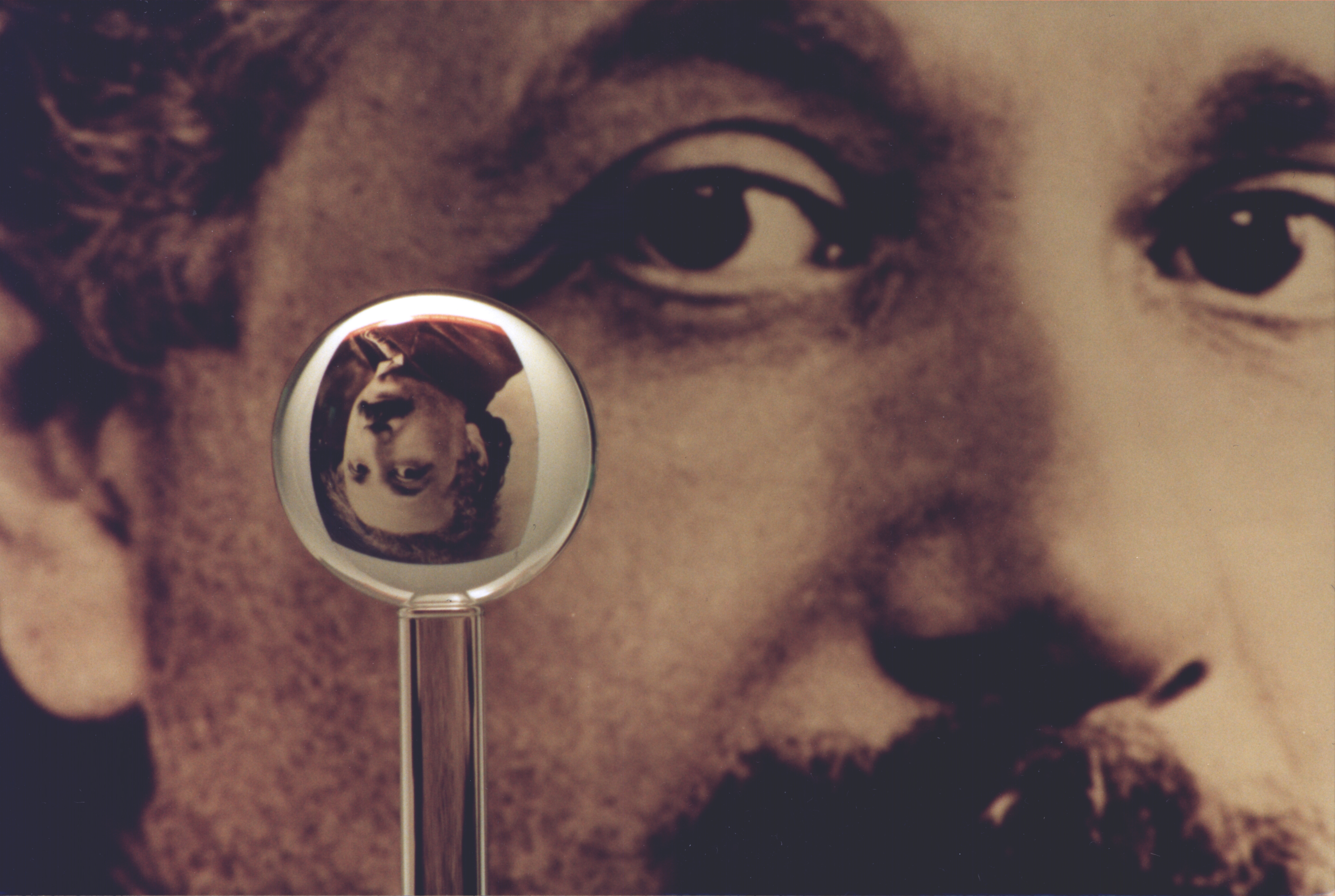

석영유리(石英琉璃)는 비정질 고체 형태의 규소로 구성된 유리이다.
유리 구조는 규소원자와 산소원자가 결합하여 만든 그물코에 군데군데 구멍이 남겨진 것 같은 모양으로 이루어졌다. 순수한 규소와 산소만의 그물코로 된 유리를 석영유리라고 부르는데 연화점(軟化點)이 1,500℃ 이상(보통 소다석회유리는 약 600℃)으로서 약품에 의해 침식되지도 않을 뿐 아니라 1,000℃ 정도의 온도차로 급열(急熱)·급랭(急冷)되어도 깨지지 않는다.
석영유리는 이처럼 우수한 여러 성질을 가졌으나 연화하는 온도가 1,500℃ 이상이므로 가공·성형이 극히 어렵다. 또한 원료를 유리화하려면 1,717℃ 이상의 고온을 만들어 주어야 하므로 도가니의 재료, 고온을 만드는 방법 등 기술적으로 곤란한 점이 많으며, 따라서 값이 몹시 비싸 특수한 경우 이외는 사용되지 않는다.

## 같이 보기
- 바이코어